# George Abell
George Ogden Abell, mult mai rar: Georges Ogden Abell (n. 1 martie 1927- d. 7 octombrie 1983) a fost un astronom la Universitatea California din Los Angeles.

## Biografie

### Activitate profesională
George Ogden Abell a fost admirat în calitate de astronom cercetător, profesor talentat, administrator, purtător de cuvânt în domeniile științei și în educație, precum și ca detractor al pseudoștiințelor. Abel și-a obținut B.S., în 1951, M.S., în 1952 și Ph.D., în 1957 la California Institute of Technology. Și-a început cariera de astronom în calitate de ghid de vizite la observatorul Griffith din Los Angeles.
În calitate de astronom, George O. Abell este cunoscut pentru catalogul roiurilor de galaxii pe care l-a întocmit în timpul muncii sale de observator la Palomar Observatory Sky Survey. Analiza acestor roiuri de galaxii, pe care a făcut-o, a contribuit la înțelegerea mai bună a formării și evoluției lor. A demonstrat că roiurile de al doilea nivel existau, respingând, fără drept de apel, modelul ierarhic emis de Carl Charlier. A arătat și faptul că luminozitatea roiurilor putea fi utilizată drept scară de distanță.
Catalogul Abell este o listă aproape completă de peste 4.000 de roiuri conținând fiecare cel puțin treizeci de membri până la un redshift de z = 0,2 (Vezi Lista roiurilor de galaxii). Catalogul inițial al roiurilor din Emisfera nordică a fost publicat în 1958. Catalogul extins, care include și roiurile din Emisfera sudică, a fost publicat postum, în 1989, în colaborare cu Harold G. Corwin și Ronald P. Olowin.
Abell, împreună cu Robert G. Harrington, a descoperit cometa periodică cunoscută sub denumirea 
52P/Harrington-Abell. Împreună cu Peter Goldreich, el a stabilit, în mod corect, că nebuloasele planetare provin din stele gigantice roșii.
Abell s-a consacrat învățământului și a fost, timp de peste 20 de ani, membru al corpului profesoral la Summer Science Program dedicat studenților din învățământul superior. Programul îl omagiază încă prin bursa școlară care îi poartă numele. A fost implicat în producerea de seriilor TV educative Understanding Space and Time (în română: „Înțelegerea Spațiului și Timpului”) și Project Universe (în română: „Proiect Univers”).
George Abell a fost un detractor înverșunat al tezelor pseudoștiințifice, precum cele ale lui Immanuel Velikovsky. A fost unul din cofondatorii Committee on Scientific Investigation of Claims of the Paranormal (CSICOP) și scria articole pentru revista lor, The Skeptical Inquirer.
În 1977 împreună cu Paul Kurtz și Dennis Rawlins Abell a calculat și el Efectul Marte descris de neo-astrologul  Gauqelin.
Abell a fost președinte al comisiei de Cosmologie al Uniunii Astronomice Internaționale și președinte al Astronomical Society of the Pacific. A fost ales membru al Royal Astronomical Society în 1970. A fost președinte al departamentului de astronomie al UCLA din 1968 până în 1975 și președinte al comitetului pentru educație al Societății Americane de Astronomie. În momentul decesului său, Abell trebuia să devină editor al Astronomical Journal, începând cu 1 ianuarie 1984.
Este autorul mai multor articole profesionale și al cărții „Exploration of the Universe”.
Abell a murit în urma unui atac de cord, la 56 de ani, în Encino, California.

### Viața de familie
Georges Abell a fost prima oară căsătorit în 1951; a avut 2 copii; s-a recăsătorit în 1972.

## Descoperiri
- În 1954 Palomar 1 un roi globular din constelația Cefeu.
- În 1955 Abell 39 o nebuloasă planetară din constelația Hercule.
- În 1958 Abell 2142 un roi de galaxii în Coroana Boreală.
- Abell 2151 sau Roiul din Hercule se compune din 100 de galaxii în constelația Hercule. A nu se confunda cu Messier 13 care este un roi globular.
- Abell 426 sau Roiul din Perseu (în constelația Perseu).

## Onoruri
Asteroidul 3449 Abell îi poartă numele, ca și Observatorul George Abell al Open University de la  Milton Keynes din Anglia.

## Necrologuri
- JRASC 77 (1983) L85
- QJRAS 30 (1989) 283